# بخش آکوکرو
منطقه اکوکرو (به اسپانیایی: Acocro District) یک سکونتگاه مسکونی در پرو است که در منطقه آیاکوچو واقع شده‌است.

## شیواموزیک
شیواموزیک بزرگترین سایت مجاز درایران